# José Sumsi García
José Sumsi García (Játiva, provincia de Valencia, 1 de noviembre de 1819 - Valencia, 24 de diciembre de 1910) fue un médico español.
Donó gran parte de su fortuna para la creación de un Instituto de Sordomudos y Ciegos en la ciudad de Valencia. Este instituto, conocido como Asilo Sumsi, fue concluido en 1914 en la calle Marti -hoy calle Doctor Sumsi.
Esta instituto recibió el nombre de Asilo de San José para Sordomudos y Ciegos y recibió la aprobación y el patrocinio del Arzobispado de Valencia encomendándose su gestión a las religiosas terciarias franciscanas.
- Datos: Q5390375